# Ayanami (Schiff, 1930)
Die Ayanami (japanisch 綾波) war der elfte von vierundzwanzig Zerstörern der Fubiki-Klasse, die nach dem Ersten Weltkrieg für die Kaiserlich Japanische Marine gebaut wurden. Bei Indienststellung waren sie die stärksten Zerstörer der Welt. Die Schiffe der Fubuki-Klasse waren ausgezeichnete Schiffe und waren auch im Pazifikkrieg hervorragende Waffenplattformen.

## Konstruktion und Bau
Der Bau der Zerstörer der Fubuki-Klasse wurde als Teil des Ausbaus der Kaiserlichen Flotte im Jahre 1923 genehmigt, um der japanischen Flotte mit den modernsten Zerstörern der Welt einen Vorsprung vor den möglichen Gegnern zu geben. Die Fubuki-Klasse war gegenüber den früheren Zerstörerkonstruktionen so weit verbessert worden, dass sie als Spezialzerstörer (特型, Tokugata) bezeichnet wurde. Die große Verdrängung, die leistungsstarken Motoren, die hohe Geschwindigkeit, der große Aktionsradius und die beispiellose Bewaffnung verliehen diesen Zerstörern eine ähnliche Feuerkraft wie sie viele leichte Kreuzer anderer Marinen hatten. Ayanami, gebaut im Fujinagata Zōsen in Osaka, war der erste einer verbesserten Serie, die einen modifizierten Geschützturm hatte, bei dem die 12,7-cm-Geschütze eine Erhöhung auf 75°, im Gegensatz zu den ursprünglichen 40°, ermöglichten, wodurch die Kanonen sowohl gegen Schiffe, als auch gegen Flugzeuge eingesetzt werden konnten. Die Ayanami war weltweit der erste Zerstörer, bei dem das möglich war.
Die Kiellegung der Ayanami war am 20. Januar 1928, der Stapellauf am 5. Oktober 1929 und sie wurde am 30. April 1939 in Dienst gestellt. Ursprünglich war sie nur mit der Rumpfbezeichnung „Zerstörer Nr. 45“ versehen und erhielt erst am 1. August vor ihrem Stapellauf ihren Namen.
Nach Fertigstellung war die Ayanami über 200 Tonnen schwerer als geplant, was zu einer starken Topplastigkeit führte. Nachdem beim sogenannten Tomozuru Zwischenfall während eines Sturms am 12. März 1934, die Tomozuru sank und viele japanische Schiffe Beschädigungen wegen fehlender Stabilität davontrugen, wurde die Ayanami und die anderen betroffenen Schiffe wieder in die Werften gerufen, wo die nötigen Umbauten zur Verringerung der Topplastigkeit und der Verstärkung der Rümpfe vorgenommen wurden.

## Einsatzgeschichte
Die Ayanami gehörte mit ihren Schwesterschiffen, den Zerstörern Uranami, Shikinami und Isonami zur Zerstörerdivision 19 in der 2. Japanischen Flotte. Während des Zweiten Japanisch-Chinesischen Krieges von 1937, deckte die Ayanami die Landungen japanischer Streitkräfte bei Shanghai und Hangzhou. 1940 patrouillierte sie vor Südchina und deckte auch die dortigen japanischen Landungen.
Auch während des Angriffes auf Pearl Harbor, gehörte die Ayanami der 19. Zerstörerdivision an und verlegte vom Marinebezirk Kure zum Hafen Sanya (Samah) auf der Insel Hainan, als sie japanische Truppentransporter zur Schlacht um Malaya eskortierte. Am 19. Dezember versenkte die Ayanami mit Unterstützung ihrer Schwesterschiffe Uranami und Yugiri das niederländische U-Boot O 20 und rettete 32 Überlebende.
Anschließend war die Ayanami mit den Schwerer Kreuzern Suzuya, Kumano, Mogami und Mikuma an der „Operation L“, der Eroberung Bangkas, Palembangs und den Anambas-Inseln in Niederländisch-Indien beteiligt. Während dieser Operation lief sie auf ein Riff und musste, um eine Notreparatur durchzuführen, die Cam Ranh Bay in Französisch-Indochina anlaufen. Ende Februar unterstützte die Ayanami den Kreuzer Chōkai, der vor Saigon ebenfalls auf Grund gelaufen war.
Im März wurde die Ayanami der „Operation T“ (der invasion Sumatras) und der Einname der Andamanen, der „Operation D“ zugeteilt. Sie erfüllte Patrouillen- und Geleitaufgaben vor Port Blair während der japanischen Attacke im Indischen Ozean. Vom 13. bis zum 22. April 1942 kehrte die Ayanami über Singapur und die Camranh Bay zur Wartung nach Kure zurück.
Am 4. und 5. Juni 1942 nahm die Ayanami als Teil der Hauptflotte unter Admiral Yamamoto an der Schlacht um Midway teil. Sie hatte allerdings keinen Feindkontakt. Danach fuhr sie, wegen eines geplanten, erneuten Vorstoßes in den Indischen Ozean, von Amami-Ōshima zum sogenannten 'Mako-Wachbezirk' (馬公警備府) bei Taiwan, nach Singapur, Sabang auf Indonesien und nach Burma. Wegen der beginnenden Schlacht um Guadalcanal wurde diese Operation nicht weiter verfolgt und die Ayanami wurde nach Truk verlegt, wo sie Ende August ankam. Während der Schlacht bei den Ost-Salomonen am 24. August 1942, begleitete die Ayanami die Versorgungstransporte nach Guadalcanal. Im Oktober und November 1942 nahm sie an vielen „Tokyo Express“ – Missionen teil.
Die letzte Mission der Ayanami am 14. und 15. November 1942 erfolgte während der Zweiten Seeschlacht von Guadalcanal. Am 14. November 1942 lief die 2. japanische Flotte unter Vizeadmiral Kondō mit dem Schlachtschiff Kirishima, den Schweren Kreuzern Atago und Takao begleitet von zwei Sicherungsgruppen. Die erste unter Vizeadmiral Hashimoto mit dem Kreuzer Nagara und den Zerstörern Teruzuki, Hatsuyuki, Shirayuki, Asagumo, Samidare die zweite unter Konteradmiral Kimura mit dem Kreuzer Sendai und den Zerstörern Uranami, Shikinami und der Ayanami lief am 14. November nach Guadalcanal, um den Flugplatz Henderson Field auf Guadalcanal auszuschalten.
Auch die amerikanische Task Force 64 unter Konteradmiral Lee, bestehend aus den Schlachtschiffen Washington und South Dakota und den Zerstörern Walke, Benham, Preston und Gwin patrouillierten in den Gewässern um die Insel Savo, entdeckten aber die japanischen Schiffe trotz vorhandenen Radars nicht. Das Geschwader unter Admiral Kimura sichtete die Amerikaner zuerst und schon kurz danach wurden sie auch von der Nagara Gruppe entdeckt. Die Nagara, die Ayanami und die Uranami eröffneten das Feuer und versenkten in kurzer Zeit die Walke und die Preston mit Artillerie und Torpedos und beschädigten die Benham so schwer, dass sie nach der Schlacht vom letzten Zerstörer der Gwin nach Übernahme der Besatzung versenkt werden musste. Jetzt entdeckte auch die Washington die japanischen Schiffe, nahm die Ayanami unter Feuer und beschädigte sie schwer. 27 Mann der Besatzung wurden getötet, die Uranami übernahm 196 Überlebende und versenkte die Ayanami mit zwei Torpedos.
Im Dezember 1942 wurde die Ayanami von der Schiffsliste der japanischen Marine gestrichen.

## Das Wrack
Ende Juli 1992 unternahm der Unterwasserarchäologe Robert Ballard eine Expedition zum sogenannten Ironbottom Sound und entdeckte dreizehn neue Schiffswracks. Unter diesen Neuentdeckungen waren auch die Überreste der Ayanami. Sie wurde südöstlich der Insel Savo in etwa 700 m Tiefe gefunden. Der Rumpf und der Kiel wurden offenbar durch die Torpedos, die kurz hinter der Brücke eingeschlagen waren, gebrochen. Das Schiff ruht in zwei Teilen auf dem Grund, das Heck aufrecht, der Bug verdreht und auf der Seite liegend.
Koordinaten: 9° 10′ 0″ N, 159° 52′ 0″ O